# Catephiodes zuelana
Catephiodes zuelana är en fjärilsart som beskrevs av William Schaus 1898. Catephiodes zuelana ingår i släktet Catephiodes och familjen nattflyn. Inga underarter finns listade i Catalogue of Life.